# Venarey-les-Laumes
Venarey-les-Laumes är en kommun i departementet Côte-d'Or i regionen Bourgogne-Franche-Comté i östra Frankrike. Kommunen ligger i kantonen Venarey-les-Laumes som tillhör arrondissementet Montbard. År 2022 hade Venarey-les-Laumes 2 758 invånare.

## Befolkningsutveckling
Antalet invånare i kommunen Venarey-les-Laumes
Referens:INSEE